# Frank Smith (producteur)
Pour les articles homonymes, voir Frank Smith et Smith.
 (octobre 2019).
Si vous disposez d'ouvrages ou d'articles de référence ou si vous connaissez des sites web de qualité traitant du thème abordé ici, merci de compléter l'article en donnant les références utiles à sa vérifiabilité et en les liant à la section « Notes et références ».
Frank Smith est un producteur de radio, écrivain, auteur de poésie, et vidéaste, réalisateur, né en 1968. Il est représenté par la Galerie Analix Forever, Genève.   
Producteur à France Culture entre 1999 et 2012 (Surpris par la nuit, Surpris par la poésie…), il y a codirigé l’Atelier de création radiophonique (2001-2011). Il a également produit La poésie n'est pas une solution (été 2012), une émission-manifeste dédiée à la poésie contemporaine des cinq continents.  
« Artisan du langage » (selon la poète conceptuelle américaine Vanessa Place), Frank Smith est écrivain et poète, vidéaste et réalisateur. Il vit à Paris. Il est représenté par la Galerie Analix Forever (Genève).  
Depuis une quinzaine d'années, Frank Smith engage des « guérillas poétiques » et développe une œuvre où livres, films, performances et installations font alliance pour, en mobilisant les techniques et les opérations internes au champ poétique, questionner et enquêter sur les cas de violence d'État et de violations des droits humains. 
Frank Smith est le créateur du Bureau d'Investigations Poétiques depuis lequel il explore les jonctions / disjonctions actuelles qui s’opèrent entre Poésie, Politique et Image : il s'intéresse aux conditions d'existence des discours pour « chercher à produire de nouveaux modes de saisie du monde » (Jeff Barda). Renouant avec la notion de « poésie civile », sont ainsi délivrés « des protocoles d’expérimentation qui interrogent la possibilité, l’efficience, la performativité de la littérature et du film. Prolongeant le Pour en finir avec le jugement d’Artaud dans un "Pour en finir avec le régime de la représentation et de la narration", Frank Smith pose des dispositifs de livres et de films mettant en scène la question de l’émergence de la parole ou de l’image. » (Véronique Bergen, Art press).
Ses travaux ont été présentés dans de nombreux centres d'art, festivals et institutions artistiques dans le monde — dont récemment : Steven Kasher Gallery, New York City, USA ; Centre de la Photographie de Charleroi, Villa Empain/Fondation Boghossian, Belgique ; Centre de la Photographie de Genève ; Fondation Jan Michalski, Montricher, Suisse ; DocLisboa, Lisbonne ; WARM Festival, Sarajevo ; Lanus International Film Festival, Argentine ; Jaipur International Film Festival, Inde ; ArtMill, Szentendre, Hongrie ; Pera Museum, Istanbul, Turquie ; STATION, Beyrouth, Liban ; Sapporo International Short Film Festival, Japon ; Ateliers Médicis, Clichy-Montfermeil ; États généraux du documentaire, Lussas ; Centre Pompidou, Paris…
Il est par ailleurs éditeur, directeur-fondateur de la collection ZagZig de livres/CD, créée aux éditions Dis Voir en 2008 (œuvres inédites de Laurie Anderson, Jonas Mekas, Lee Ranaldo / Sonic Youth, Ryoji Ikeda, Gisèle Vienne, Dennis Cooper, Peter Rehberg, Chloé Thévenin, Collectif Soundwalk, Christian Marclay, Winter Family). Il dirige depuis 2016 avec Antoine Dufeu la revue critique clinique de poésie RIP.  
Il a collaboré au journal L'Impossible de Michel Butel, et à la plateforme nonfiction.
Associé au Domaine de Chamarande (2014), à l'Espace Khiasma et aux Archives nationales (2015), à la scène nationale Equinoxe et à l'Abbaye de Noirlac (2017), Frank Smith a été artiste-chercheur en 2018-2019 aux Ateliers Médicis (Clichy-Montfermeil), où il s'est intéressé aux conditions de possibilités et d'existence d'une parole publique plurielle (Qui parle quand on parle et à qui ?) grâce à la mise en place d'une webradio participative et collective, générée et animée directement par les habitants du territoire. À ce titre, il a co-construit une plateforme radiophonique lors de la Biennale internationale d'architecture de Venise.
À l'automne 2019, il a été résident à la Fondation Jan Michalski (Montricher, Suisse) où, en hommage à Julian Assange, il a mené une recherche poético-documentaire consacrée à la guerre en Irak, à partir du relevé des incidents de l'armée américaine rendus publics par Wikileaks, à paraître aux éditions Créaphis en 2023 sous le titre Irak 24 Heures. 
Projection en juin de son dernier film, Le Film de l'absence, sélectionné dans la catégorie Prospective au Festival Côté court, Pantin, et au Centre Pompidou le 8 octobre. 
Il participe à une exposition consacrée à la guerre en Syrie à la Galerie Analix Forever à Genève (juillet), La Pièce manquante (commissariat Paul Ardenne).
D'octobre 2020 à juillet 2021, Frank Smith est en résidence (programme de résidences d'écrivains en Ile-de-France) à l'Echangeur de Bagnolet pour la construction d'un Atlas des solidarités.
Du 23 janvier au 16 mai 2021, au Musée de la Photographie de Charleroi (Belgique), il a présenté, à l'invitation de l'artiste américaine Debi Cornwell, dans le cadre de son exposition Welcome to Camp America, une installation sonore intitulée Guantanamo.
A l'été 2021, à Lens, pour la Biennale d'art contemporain Hybride # 4 "Ouvrir", sous le commissariat de Paul Ardenne, il dévoile une nouvelle version des Films du monde avec la livraison de 70 cinétracts. 
Frank Smith est aussi lauréat des Résidences Sur Mesure Plus + 2021 de l'Institut français : il a séjourné fin 2022 en Corée du Sud pour la réalisation de 2 nouveaux films : Le Film du 38e parallèle et Le Film des îles solitaires.
Il est lauréat du programme Mondes nouveaux (ministère de la Culture) pour lequel il s'intéressera au site naturel du Fort-Vert (Pas-de-Calais) avec un projet d'Atlas des deux-mers qui rassemblera 8 films et installations vidéo, un parcours sonore et une agora constituante en 2023 et 2024, le tout dans le cadre d'une exposition présentée au Musée des Beaux-Arts de Calais à parti du mois d'octobre 2023.
Prochaines publications : Syrie, l'invention de la guerre, Lanskine, mai 2023, et FS : Des Guérillas poétiques, sous la direction de J.-P. Cazier, Plaine page, automne 2023.
Il a dirigé deux anthologies de poésie contemporaine aux éditions Autrement en 2001 :
- Zigzag Poésie, Formes et mouvements : l'effervescence
- Poé/tri, 40 voix de poésie contemporaine

Il a publié une dizaine de livres de poésie :
- Pas, photographies d’Anne-Marie Filaire, Créaphis, 1998
- Je pense @ toi, Olbia, 2002
- Le cas de le dire, Créaphis, 2008
- Dans Los Angeles, Le Bleu du ciel, 2009
- Guantanamo, Seuil, 2010. Ce texte élaboré sous forme de récitatifs est monté au théâtre par Éric Vigner au CDDB-Théâtre de Lorient en octobre 2011
- Gaza, d'ici-là, Al Dante, mars 2013
- États de faits, L'Attente, avril 2013

- Guantanamo, Les Figues Press, Los Angeles, 2014 (traduction Vanessa Place, postface Avital Ronell), sacré meilleur livre de poésie aux USA par The Huffington Post
- Le Film des questions, Plaine Page, mai 2014
- Eureka, Dasein, juin 2014
- Surplis, éditions Argol, septembre 2014
- Katrina, Isle de Jean Charles, Louisiane, L'Attente, 2015
- Résolution des faits, Fidel Anthelme X, 2015
- Le Film des visages, Plaine Page, 2015
- Fonctions Bartleby - Bref traité d'investigations poétiques, Le Feu Sacré, 2015
- Chœurs politiques, L'Attente, 2017
- Le Film de l'impossible, Plaine page, 2017
- Vingt-quatre états du corps par seconde, avec Jean-Philippe Cazier, LansKine, 2018
- Un Film à jamais, Plaine Page, 2019
- Pour parler, avec des dessins de Julien Serve, Créaphis, 2019
- Syrie, l'invention de la guerre, LansKine, 2023

## Réalisations
Frank Smith est réalisateur de films, présentés dans des festivals, des galeries et des centres d'arts en France et à l'étranger, et dans le cadre du festival Hors Pistes au Centre Pompidou.
- 2023 : Le Film du 38e parallèle, 56'
- 2015, 2018 et 2021 : Les Films du monde / 68 cinétracts, 180 min
- 2020 : Entre les images, 15 min
- 2020 : La fabrication des preuves, 17 min
- 2020 : Le Film de l’Encore-temps, 4'
- 2020 : Le Film des instants (m.m., HD), 55'
- 2019 : Le Film de l'absence (m.m., HD), 45'
- 2019 : Un Film à jamais (m.m., HD), 98'
- 2018 : Le Film du dehors (m.m., HD), 30'
- 2017 : Le Film de l'impossible (m.m., HD), 60'
- 2016 : 19 Cinétracts (c.m., HD), 53'
- 2016 : Le Film des visages (m.m., HD), 50'
- 2015 : Le Film des questions (m.m., HD), 53'
- 2009 : Eureka (m.m, DVcam), 35'
- 2006 : Le vent, le vent (m.m DVcam), 33'